# Dometius
Dometius (griech.: Dometios) († 284) war Bischof von Byzantion als Nachfolger des Titus.
Dometius war angeblich ein Bruder des Kaisers Probus. Er wuchs als Heide auf und konvertierte dann zum Christentum. Im Jahr 272 übernahm er das Bischofsamt von Titus. Seine Amtszeit fällt in die Herrschaft der letzten vordiokletianischen Soldatenkaiser. Die Christengemeinde wurde in dieser Zeit weitgehend von Verfolgungen verschont. Nachfolger im Bischofsamt wurde Rufinus I. Auch zwei der Söhne des Dometius, Probus und Metrophanes von Konstantinopel, sollten später Bischöfe von Byzanz werden. 